# Giffard (Québec)
Pour les articles homonymes, voir Giffard.

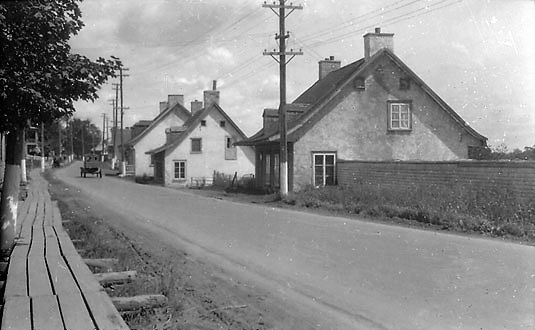
Rue de Giffard, 1927

Giffard est une ancienne municipalité du Québec. Elle est constituée en 1912 par détachement de la municipalité de Beauport. Elle acquiert le statut de cité en 1954. En 1976, Giffard réintègre Beauport et devient l'un de ses quartiers. En 2002, lors des réorganisations municipales, Beauport devient un arrondissement de la ville de Québec. Le secteur de Giffard fait aujourd'hui partie du quartier du Vieux-Moulin dans cet arrondissement.

## Démographie
| 1961 | 1966   | 1971   |
| ---- | ------ | ------ |
| -    | 12 585 | 13 135 |

## Liste des maires de la municipalité de Giffard[2]
- 1912-1913 : Zéphirin Joncas
- 1913-1914 : U. A. Bélanger
- 1914-1917 : Victorien Parent
- 1917 : Yves Montreuil
- 1917-1924 : Arthur Bourret
- 1924-1929 : Léonidas Poulin
- 1929-1937 : Lionel Bergeron
- 1937-1941 : Pierre Roy
- 1941-1947 : J.-Albert Auclair
- 1947-1951 : Arthur Hawey
- 1951-1953 : Anselme Marmen
- 1953-1956 : Emmanuel Fortin
- 1956-1966 : Pierre Roy - deuxième mandat
- 1967-1975 : Alexis Bérubé

### Hommages toponymiques
- L'avenue Arthur-Bourret a été nommée en l'honneur du maire Bourret en 1957 dans l'ancienne municipalité de Giffard maintenant présente dans la ville de Québec.
- L'avenue Pierre-Roy a été nommée en l'honneur du maire Pierre Roy, en 1959, dans l'ancienne municipalité de Giffard maintenant présente dans la ville de Québec.
- La rue Emmanuel-Fortin a été nommée en l'honneur du maire Fortin en 1974 dans l'ancienne municipalité de Giffard maintenant présente dans la ville de Québec.
- La rue Marmen a été nommée en l'honneur du maire Marmen, en 1974, dans l'ancienne municipalité de Giffard maintenant présente dans la ville de Québec.
- La rue Yves-Montreuil a été nommée en l'honneur du maire Montreuil, en 1953, dans l'ancienne municipalité de Giffard maintenant présente dans la ville de Québec.
- La rue Saint-Victorien a été nommée en l'honneur du maire Victorien Parent, en 1945, dans l'ancienne municipalité de Giffard maintenant présente dans la ville de Québec.
- La rue Zéphirin-Joncas a été nommée en l'honneur du maire Joncas, en 1953, dans l'ancienne municipalité de Giffard maintenant présente dans la ville de Québec.
- Le boulevard Hawey a été nommée en l'honneur du maire Hawey en 1949 dans l'ancienne municipalité de Giffard. Le parc Hawey a été nommée après 1960 dans l'ancienne municipalité de Giffard. Ils sont maintenant présents dans la ville de  Québec.
- Le centre sportif Alexis-Bérubé a été nommée en l'honneur du maire Bérubé et est présent dans l'arrondissement Beauport de la ville de Québec.

Ancien hommage toponymique
- La rue Léa-Roback s'appelait auparavant la rue Auclair en l'honneur du maire Auclair entre 1966 et 2006. Elle avait été nommée dans l'ancienne municipalité de Giffard et a été présente dans la ville de Québec.

## Histoire
- Voir lien: « Histoire de raconter, le quartier de Giffard »
- Voir lien : « La carrière des Jésuite » probablement la carrière la plus ancienne en Amérique qui soit toujours en exploitation.
- Voir lien : « Petit Village » aux limites nord-ouest de Giffard et Charlesbourg.
- Voir lien : « Quartier Giffard en photo » 25 janvier 2016.